# 黑豹2：瓦干達萬歲 (原聲帶)
《黑豹2：瓦干達萬歲（電影原聲帶）》（英語：Black Panther: Wakanda Forever (Original Score)）是魯德溫·葛瑞森為漫威影業的2022年電影《黑豹2：瓦干達萬歲》創作的電影原聲帶，由荷里活唱片和漫威音樂於2022年11月11日發行。
另外，漫威音樂和好萊塢唱片於2022年7月25日聯合發行了電影的音樂原聲帶迷你專輯《黑豹2：瓦干達萬歲序章》（Black Panther: Wakanda Forever Prologue）。11月4日，搖滾國度、和好萊塢唱片亦聯合發行了電影合輯原聲帶《黑豹2：瓦干達萬歲——音樂源於和靈感源自》（Black Panther: Wakanda Forever – Music from and Inspired by）。

## 製作
2021年9月，曾為庫格勒此前的作品作曲的魯德溫·葛瑞森確定擔當電影的配樂師。由於故事主線中的地點為基於美索美洲文化、瓦干達文化和文化的海底文明塔洛坎，葛瑞森前往了墨西哥城進行探究和重構瑪雅音樂，並感覺這種音樂被強行從歷史中抹去了；配樂運用了這些文化中的各種古老樂器，以重構葛瑞森認為他“從未在電影中聽過”的瑪雅音樂，配樂亦包含了管弦樂團和瑪雅聲音。前作主角帝查拉的主題曲在稍作修改後融入了配樂中，原聲帶和配樂在墨西哥和同時進行錄製，亦在洛杉磯進行了額外錄製。

## 黑豹2：瓦干達萬歲序章
2022年7月25日，漫威音樂和好萊塢唱片聯合發行了電影的音樂原聲帶迷你專輯《黑豹2：瓦干達萬歲序章》（Black Panther: Wakanda Forever Prologue），當中包括前導預告中的提姆斯翻唱版巴布·馬利歌曲〈不，女人，不要哭〉、阿瑪··根菲的歌曲和山塔·菲·克蘭（Santa Fe Klan）的歌曲；葛瑞森擔當，並參與了的作曲。
| 曲序     | 曲目             | 词曲                                                                       | 製作人                                | 演出者           | 时长 |
| -------- | ---------------- | -------------------------------------------------------------------------- | ------------------------------------- | ---------------- | ---- |
| 1.       | 不，女人，不要哭 | 提姆斯 （ 英语 ： Tems） 文森·福特 （ 英语 ： Vincent Ford）                               | 魯德溫·葛瑞森                         | 提姆斯           | 3:34 |
| 2.       |                  | 阿瑪· ·根菲 圭· （ ） · ·「 蘇」·坦 （ ） 小夸梅·「KZ」·奎- 馬（ ） 葛瑞森 | 葛瑞森 奎- 馬 艾尤 ·「 馬 」·奧 （ ） | 根菲             | 2:50 |
| 3.       |                  | · ·奎薩達·哈索（ ） 葛瑞森                                                 | 葛瑞森                                | 山塔·菲·克蘭（Santa Fe Klan） | 3:09 |
| 总时长： | 总时长：         | 总时长：                                                                   | 总时长：                              | 总时长：         | 9:33 |

## 黑豹2：瓦干達萬歲——音樂源於和靈感源自
除了為配樂作曲外，葛瑞森亦在原聲帶中製作了大部分的曲目以及擔當執行，並稱之為一個“無縫的過程”；他在日間使用瑪雅樂器和聲音錄製配樂的同時，還與當代藝術家一同錄製曲目，並在曲目中運用錄製配樂時的元素。音樂的製作在瑞恩·庫格勒進行電影的拍攝作業期間開始，葛瑞森途中與眾藝術家討論劇本，“每個音符、每個詞語、每段歌詞，全都是特別為了電影而寫的”。在墨西哥的錄製工作中，第一首進行錄製的歌曲為，由瑪雅饒舌歌手「派特男孩」赫蘇斯·克里斯多瓦·派特·沙布利（Jesus Cristobal Pat Chable / Pat Boy）、「雅倫·蓋優赫」羅伊·艾利蘇爾·貢戈拉·馬加納（Roy Elisur Gongora Magaña / Yaalen K'uj）和演出，作為片尾字幕的背景音樂。
三首曲目在拉哥斯進行錄製，分別為提姆斯翻唱及演出的〈不，女人，不要哭〉、火男孩DML演出的以及楚庫卡·艾奎尼（feat. 「粉紅豹女」薇姬·貝芙莉·沃克）演出的。由葛瑞森、爾·昆塔娜和爾·坦共同創作，描述了納摩的起源故事；葛瑞森指該曲目強而有力，因此他隨後將其部分旋律用作塔洛坎催眠曲的主旋律；他又表示當昆塔娜“開始唱歌並在呼吸中呼出空氣時，我自己也有點被催眠了；它需要具誘惑力和威脅性，因此這首歌由墨西哥歌手合唱。”另一首曲目由墨西哥歌手安琪拉·寶拉·馬托納多·芙蘿雷斯演唱，為舒莉在納摩的帶領下遊覽塔洛坎時的背景音樂；歌曲由帝查拉的主題曲旋律開始，歌詞則配合著鼓的主題。
10月18日，歌星蕾哈娜確認為電影的原聲帶錄製了兩首原創歌曲——及，前者於10月26日正式公佈為電影的主打單曲，為蕾哈娜自2016年單曲以來的第一部獨唱音樂作品；歌曲由提姆斯、葛瑞森、蕾哈娜和庫格勒共同創作，作為向鮑斯曼的致敬，於10月28日以單曲形式由韋斯特伯里路（Westbury Road）、搖滾國度、Def Jam唱片公司和好萊塢唱片聯合發行，亦於同日發佈，提姆斯表示歌曲“展現出來自她生命中所失去的所有人的溫暖擁抱”。歌曲一開始的評價褒貶不一，但在商業上取得正面成果，於瑞士排首位、美國百大熱門榜排行第二、英國官方單曲排行榜排行第三、亦在其餘十個國家排名前十位之內，並在熱門節奏藍調／嘻哈音樂排行榜和熱門節奏藍調音樂排行榜上名列前茅。
歌曲亦收錄在由搖滾國度、和好萊塢唱片於11月4日聯合發行的電影合輯原聲帶《黑豹2：瓦干達萬歲——音樂源於和靈感源自》（Black Panther: Wakanda Forever – Music from and Inspired by）中，合輯同時亦收錄了一系列由眾多來自南非、墨西哥和奈及利亞的藝術家所演出的歌曲，當中包括伯納男孩、···、老厄爾·泰翁·史蒂芬斯、小麥可·伊比尼澤·夸喬·歐馬立·歐烏歐、火男孩DML、·維圭、未來小子和粉紅豹女等音樂人的作品。葛瑞森在一場訪談中表示庫格勒與他討論了創造身臨其境的聲音之旅的重要性，又指他們希望電影中使用的每一首歌都是完整、且與故事聯繫着的；在主題上，他們希望讓觀眾從悲傷中走出來慶祝，並讓他們在聆聽配樂時可以閉上眼睛重溫電影的體驗。11月11日，透過各大串流媒體平台添加到專輯的最終版本中。
| 曲序     | 曲目                     | 词曲 | 製作人             | 演出者                                | 时长  |
| -------- | ------------------------ | --- | ------------------ | ------------------------------------- | ----- |
| 1.       |                          | 魯德溫·葛瑞森 羅賓·芬蒂 瑞恩·庫格勒 提姆斯 （ 英语 ： Tems）                                                             | 葛瑞森             | 蕾哈娜                                | 3:16  |
| 2.       | Love & Loyalty (Believe) | 布  · · 莫班納（ ） 卡莫 ·馬  曼迪莎·拉德貝  桑代爾·福瓊·米斯曼戈  · （ ）   | 拉 K               | 布 拉 · 卡莫·穆費拉                   | 6:20  |
| 3.       |                          | 伯納男孩 （ 英语 ： Burna Boy） 葛瑞森                                                                                        | 葛瑞森             | 伯納男孩                              | 3:41  |
| 4.       | 不，女人，不要哭         | ·福特 | 葛瑞森             | 提姆斯                                | 3:33  |
| 5.       |                          | 葛瑞森 · 斯 · 斯·羅哈斯（ ） 瑪 ·拉 · （ ） 安娜·蒙 ·                                                   | 葛瑞森             | 爾· 坦 ·莉 卡  爾·昆塔娜 | 4:21  |
| 6.       |                          | 安 ·寶 · 多· （ ） 葛瑞森                                                                                            | 葛瑞森             | 葛瑞森                                | 2:47  |
| 7.       |                          | · · ·  老 爾·泰 斯  ·古鐵 （ ） 姬絲拉·蕾娜（ ） · · （ ） 胡安· ·加 （ ） 奧克塔維奧·維嘉（ ） 葛瑞森 | 葛瑞森             | feat. E-40                            | 2:37  |
| 8.       |                          | 葛瑞森 小麥可· ·夸 · ·                                                                                  | 葛瑞森             |                                       | 2:18  |
| 9.       |                          | 達 拉· 福拉漢  葛瑞森                                                                                   | 葛瑞森             | 火男孩DML                             | 2:56  |
| 10.      |                          | 葛瑞森 · 維圭                                                                                           | 葛瑞森 阿旺· （ ） | 法特· 維圭（ ）                       | 2:37  |
| 11.      |                          | 葛瑞森 安東尼奧· 蘇斯·燦· 拉（ ） 蘇斯·克里斯 · ·沙布利（ ） · 利 · ·馬加 （ ）                                      | 葛瑞森             | 男孩 雅倫· （ ）                      | 3:44  |
| 12.      |                          | 大衛·提爾（ ） 未來小子 諾亞·庫格勒（ ）                                                                             | 提爾               | 庫格勒 未來小子                       | 2:34  |
| 13.      |                          | 楚 卡· 奎尼  · （ ） 葛瑞森                                                                             | 葛瑞森             | 奎尼 feat. 粉紅豹女                   | 3:08  |
| 14.      |                          | 迪 ·伊  伊莫 ·卡莫夫  哈 （ ）                                                             | 血腥平民 葛瑞森    | 血腥平民 feat. 瑪                     | 2:42  |
| 15.      |                          | 伊 爾·阿 曼·拉  葛瑞森                                                                                  | 葛瑞森             | 阿 曼 feat. 瑪                        | 2:49  |
| 16.      |                          | 布 馬 馬 · （ ） 拉                                                                                                  | 拉                 | 布 拉 穆費拉                          | 3:49  |
| 17.      |                          | 葛瑞森 · 加 （ ） | 加                 | 加                                    | 3:11  |
| 18.      |                          | 葛瑞森 蘇斯·包 · 斯皮諾 （ ） （ ） （ ） 馬 奥·阿 ·米蘭（ ）                                                        | 葛瑞森             |                                       | 3:42  |
| 19.      |                          | 瓜達盧佩·德赫蘇斯·燦·普特（Guadalupe de Jesús Chan Poot）                                                                                                  | 葛瑞森             | 普特                                  | 2:40  |
| 20.      | Born Again               | 詹姆士·方特勒羅伊  葛瑞森 芬蒂 特留斯·楊戴爾·奈許                                                               | 葛瑞森             | 蕾哈娜                                | 3:33  |
| 总时长： | 总时长：                 | 总时长： | 总时长：           | 总时长：                              | 66:18 |

| 榜單（2022年）                      | 最高 排行 |
| ----------------------------------- | --------- |
| 澳洲（ARIA專輯榜）                  | 79        |
| 奧地利（奧地利Ö3專輯榜）            | 38        |
| 比利時法蘭德斯（Ultratop專輯榜）    | 50        |
| 比利時瓦隆（Ultratop專輯榜）        | 40        |
| 加拿大（《告示牌》加拿大專輯榜）    | 7         |
| 丹麥（Hitlisten專輯榜）             | 27        |
| 荷蘭（MegaCharts專輯榜）            | 23        |
| 法國（SNEP專輯榜）                  | 47        |
| 德國（Offizielle Top 100專輯榜）    | 73        |
| 愛爾蘭（IRMA合輯榜）                | 2         |
| 日本（Oricon公信榜數碼專輯榜）      | 26        |
| 日本（《日本公告牌》熱門專輯榜）    | 90        |
| 新西兰（RMNZ專輯榜）                | 17        |
| 挪威（VG-lista專輯榜）              | 13        |
| 西班牙（PROMUSICAE專輯榜）          | 47        |
| 瑞典（瑞典專輯榜）                  | 33        |
| 瑞士（Schweizer Hitparade專輯榜）   | 31        |
| 英國（OCC合輯榜）                   | 3         |
| 英國（OCC數位專輯榜）               | 40        |
| 英國（OCC Soundtrack Albums）       | 23        |
| 美国（《告示牌》200）               | 12        |
| 美國（《告示牌》Soundtrack Albums） | 1         |
| 美國（《告示牌》世界音樂專輯榜）    | 1         |

## 《黑豹2：瓦干達萬歲》原聲帶
電影中的納摩來自海底文明塔洛坎，其原型為美索美洲文化，而瓦干達的原型則為非洲文化。葛瑞森與幾位音樂考古學家一同廣泛地探究和重構瑪雅音樂，因為他認為瑪雅音樂“在數百年前被強行從世界上抹去了”；他又前往了墨西哥城，以盡可能重現瑪雅文化的聲音。在研究中，墳墓裏被發現了幾種樂器，包括帶有多重組件的長笛和展示了該樂器如何演奏的一些指紋。葛瑞森指：“很多樂器都來自大自然，它們如貝殼般：有用棍子敲擊的龜殼，有發出鳥叫聲的各種粘土笛，也有發出蛇叫聲的振動器；這些是我以前從未聽過、而且絕對從未在電影中聽到過的聲音，能夠聽見它們實在是太令人鼓舞了。”納摩的聲音是一隻貝殼，因此葛瑞森使用了貝殼演奏他的主題曲，這也是劇本不可或缺的一部分。
葛瑞森感覺貝殼是一種很難演奏的樂器，因為其風調有時像圓號般、但在音調和音程上卻沒有相同的範圍，又解釋道其非常受限於音符以及如何快速奏出音符，因為轉換音符的方式基本上只是將手放在貝殼中；其有點像兩種貝殼的結合，因為他們必須進行一些實驗才能達致他想要的確切旋律；背景旋律於納摩在更私密的環境下單獨登場時只有一隻貝殼獨奏，但在他與全體人民一同備戰時則有八支圓號伴隨，因此能施加額外的力量。另一種呈現納摩聲音的樂器為粘土笛子“死亡哨子”（Death Whistle），其聲音感覺“瘋狂、如超凡脫俗的動物尖叫聲般”、代表着納摩的行為或力量、產生刺耳的聲音，而用於塔洛坎人的幾種聲音則被描述為“低沉的男性喉嚨歌聲”。
帝查拉於前作中的主題曲在續作中有所改變，葛瑞森認為“主題曲是相同的，但沉浸在了另一位角色中”。舒莉的主題曲獲重新編寫，以強調悲傷和憤怒的過程；該主題曲首次出現時由·演唱並貫穿了整個故事，現在則演變為推動舒莉覺醒成為領導者，其甚至誇張地以合成器呈現出完全不同的塑造效果。莉莉·威廉斯亦有着獨特的主題曲，葛瑞森曾指：“她來自芝加哥，因此該城市的文化為其聲音的一部分；我正在了解這個音樂非常前衛的城市，當中包含浩室和嘻哈，所以我只是在試探她的性格特質。”
電影的配樂原聲帶於2022年11月11日電影上映當天由好萊塢唱片和漫威音樂聯合發行：
| 曲序     | 曲目                           | 演出者                                     | 时长  |
| -------- | ------------------------------ | ------------------------------------------ | ----- |
| 1.       | Nyana Wam                      | 巴巴·馬爾 （ 英语 ： Baaba Maal） 馬桑巴·迪奧普（ ） | 4:00  |
| 2.       | We Know What You Whisper       | 布                                         | 2:36  |
| 3.       | Sirens                         | 爾·昆塔娜 爾· 坦 ·莉 卡                    | 3:56  |
| 4.       | Welcome Home                   | 馬爾                                       | 2:10  |
| 5.       | Lift Me Up（配樂版）           | 約賽琳·庫格勒（Joselyn Coogler）                              | 1:09  |
| 6.       | He Wasn't There                | ·                                          | 1:21  |
| 7.       | Namor                          |                                            | 3:41  |
| 8.       | They Want It, But No（電影版） | · 維圭 法特· 維圭                          | 4:13  |
| 9.       | Árboles Bajo El Mar（電影版）  | 昆塔娜 莉 卡                               | 6:30  |
| 10.      | Lost to the Depths             |                                            | 1:29  |
| 11.      | Con La Brisa（電影版）         | 安 ·寶 · 多納多· 葛瑞森                    | 2:40  |
| 12.      | Yucatán                        |                                            | 1:41  |
| 13.      | Let Us Burn It Together        |                                            | 3:40  |
| 14.      | This Will Mean War             | 馬加特·索烏（Magatte Sow）                                | 2:09  |
| 15.      | Namor's Throne                 |                                            | 2:15  |
| 16.      | Imperius Rex                   |                                            | 7:41  |
| 17.      | Mama                           |                                            | 4:42  |
| 18.      | Who Did You See?               |                                            | 3:12  |
| 19.      | Wakanda Forever                |                                            | 2:35  |
| 20.      | Blood for Blood                |                                            | 1:28  |
| 21.      | Yibambe!                       |                                            | 7:24  |
| 22.      | Sink the Ship                  |                                            | 3:51  |
| 23.      | It Could Have Been Different   |                                            | 1:53  |
| 24.      | Vengeance Has Consumed Us      |                                            | 4:04  |
| 25.      | Alliance                       |                                            | 1:47  |
| 26.      | T'Challa                       |                                            | 1:25  |
| 总时长： | 总时长：                       | 总时长：                                   | 83:00 |

| 榜單（2022年）        | 最高 排行 |
| --------------------- | --------- |
| 英國（OCC數位專輯榜） | 66        |

## 配樂特輯
分為三部分，詳細講述了電影原聲帶的製作流程。
| 集數 | 標題                 | 上線日期      |
| --- | -------------------- | ------------- |
| 1 | 尼日利亞：過去即現在 | 2023年2月28日 |
| 庫格勒和葛瑞森在拉各斯工作，兩人將傳統音樂的聲音與「火男孩DML」阿德達摩拉·阿德福拉漢、「血腥平民」伊莫塞·卡莫夫和布等現代藝術家的聲音結合到樂譜中。 |                      |               |
| 2 | 墨西哥：微風         | 2023年3月7日  |
| 葛瑞森在墨西哥工作，再次將傳統音樂和樂器與現代藝術家融合，以創造出納摩與塔洛坎人的聲音。                                                |                      |               |
| 3 | 倫敦：帶它回家       | 2023年3月14日 |

## 資料來源
1. ↑  Burlingame, Jon. . Variety. 2021-09-07  [2021-09-07]. （原始内容存档于2021-09-07） （美国英语）.
2. 1 2  . Marvel.com.   [2022-11-08]. （原始内容存档于2022-11-12） （英语）.
3. ↑  . Film Music Reporter. 2022-07-25  [2022-07-25]. （原始内容存档于2022-07-25）.
4. ↑  Green, Dylan. . Pitchfork. 2022-11-11  [2022-11-11]. （原始内容存档于2022-11-11）.
5. ↑  Johnston, Maura. . Rolling Stone. 2022-11-07  [2022-11-09]. （原始内容存档于2023-01-24） （美国英语）.
6. 1 2  Armstrong, Vanessa. . /Film. 2022-11-03  [2022-11-08]. （原始内容存档于2022-11-03） （美国英语）.
7. ↑  Jackson, Angelique; Garcia, Thania. . Variety. 2022-11-11  [2022-11-12]. （原始内容存档于2023-01-07） （美国英语）.
8. 1 2 3  Desowitz, Bill. . IndieWire. 2022-11-04  [2022-11-08]. （原始内容存档于2022-12-27） （英语）.
9. ↑  Richards, Will. . NME. 2022-10-19  [2022-10-29]. （原始内容存档于2022-10-31） （英国英语）.
10. ↑  Brito, Christopher. . CBS News. 2022-10-26  [2022-10-29]. （原始内容存档于2022-10-28） （美国英语）.
11. 1 2 3  . Marvel.com. 2022-10-26  [2022-10-27]. （原始内容存档于2022-10-28）.
12. ↑  Price, Joe. . Complex. 2022-10-28  [2022-10-29]. （原始内容存档于2022-11-02） （英语）.
13. ↑  Strauss, Matthew. . Pitchfork. 2022-10-26  [2022-10-29]. （原始内容存档于2022-10-26） （美国英语）.
14. ↑  McPherson, Christopher. . Collider. 2022-10-27  [2022-10-29]. （原始内容存档于2022-11-02） （美国英语）.
15. ↑  Robinson, Ellie. . NME. 2022-10-26  [2022-10-29]. （原始内容存档于2022-10-28） （英国英语）.
16. ↑  Steven, McIntosh. . BBC News. 2022-10-28  [2022-10-29]. （原始内容存档于2022-10-29） （英国英语）.
17. ↑  Gonzales, Erica. . Elle. 2022-10-28  [2022-10-29]. （原始内容存档于2022-10-28） （美国英语）.
18. ↑  Garcia, Thania; Rubin, Rebecca. . Variety. 2022-10-26  [2022-10-27]. （原始内容存档于2022-10-27）.
19. 1 2  Trust, Gary. . Billboard. 2022-11-08  [2022-11-08]. （原始内容存档于2022-11-12） （美国英语）.
20. ↑  . Official Charts. 2022-11-04  [2022-11-05]. （原始内容存档于2023-01-01）.
21. ↑  Jason, Lipshutz; Unterberger, Andrew. . Billboard. 2022-11-02  [2022-11-08]. （原始内容存档于2022-11-12） （美国英语）.
22. ↑  Bowenbank, Starr. . Billboard. 2022-11-04  [2022-11-09]. （原始内容存档于2022-11-26） （美国英语）.
23. 1 2  . Esquire. 2022-11-02  [2022-11-08]. （原始内容存档于2023-01-06） （美国英语）.
24. ↑  Curto, Justin. . Vulture. 2022-11-04  [2022-11-08]. （原始内容存档于2022-11-13） （美国英语）.
25. ↑  . Pitchfork. 2022-11-02  [2022-11-09]. （原始内容存档于2022-11-13） （美国英语）.
26. ↑  Rowley, Glenn. . Billboard. 2022-11-11  [2022-11-11]. （原始内容存档于2022-11-25） （美国英语）.
27. ↑  , Apple Music, 2022-11-11  [2022-11-11], （原始内容存档于2022-12-13） （美国英语）
28. ↑  . The ARIA Report. No. 1707 (Australian Recording Industry Association). 2022-11-21: 6.
29. ↑  "Soundtrack - Black Panther: Wakanda Forever" (in German). Austriancharts.at. Hung Medien.
30. ↑  "Soundtrack – Black Panther: Wakanda Forever" (in Dutch). Ultratop.be. Hung Medien.
31. ↑  "Soundtrack – Black Panther: Wakanda Forever" (in French). Ultratop.be. Hung Medien.
32. ↑  . Billboard.   [2022-11-22]. （原始内容存档于2022-11-22）.
33. ↑  . Hitlisten.   [2022-11-23].
34. ↑  "Soundtrack – Black Panther: Wakanda Forever" (in Dutch). Dutchcharts.nl. Hung Medien.
35. ↑  . Syndicat National de l'Édition Phonographique.
36. ↑  "Offiziellecharts.de – Soundtrack – Black Panther - Wakanda Forever" (in German). GfK Entertainment Charts.
37. ↑  . Official Charts.   [2022-11-18].
38. ↑   [Weekly Digital Album Ranking dated November 21, 2022 (November 7, 2022 – November 13, 2022)]. Oricon.   [2022-11-16]. （原始内容存档于2022年11月16日） （日语）.
39. ↑  . Billboard Japan.   [2022-11-16]. （原始内容存档于2022-12-07） （日语）.
40. ↑  . Recorded Music NZ. 2022-11-21  [2022-11-19]. （原始内容存档于2022-11-19）.
41. ↑  . VG-lista.
42. ↑  . El portal de Música (Promusicae).
43. ↑  . Sverigetopplistan.   [2022-11-18]. （原始内容存档于2022-11-18）.
44. ↑  "Soundtrack – Black Panther: Wakanda Forever". Swisscharts.com. Hung Medien.
45. ↑  . Official Charts.   [2022-11-18].
46. ↑  "20221118 Top 40 UK Album Downloads Archive | Official Charts". Official Charts Company.
47. ↑  . Official Charts.   [2022-11-15].
48. ↑  . Billboard.   [2022-11-22].
49. ↑  . Billboard.   [2022-11-22].
50. ↑  . Billboard.   [2022-11-15]. （原始内容存档于2022-11-15）.
51. ↑  "20221118 Top 40 UK Album Downloads Archive | Official Charts". Official Charts Company.
52. ↑  Jirak, Jamie. . ComicBook.com. 2023-02-22  [2023-02-22]. （原始内容存档于2023-02-22）.
53. ↑  . Marvel.com. 2023-02-28  [2023-02-28]. （原始内容存档于2023-02-28）.